# Jeune Nation
Pour l’article homonyme, voir Cercle Jeune Nation.
Jeune Nation est un mouvement nationaliste français fondé à la fin de 1949 et dissous en 1958.

## Fondation
Jeune Nation est fondé en 1949 par Albert Heuclin, mandataire aux Halles, Jean Marot, Jacques Wagner et les frères Sidos. Le 22 octobre 1949, le mouvement est présenté pour la première fois au siège du Souvenir napoléonien, rue du Cirque. Le 23 mars 1950, il est officiellement déclaré à la Préfecture de police de Paris. L'avocat Jean-Louis Tixier-Vignancour, ancien député et ancien secrétaire général adjoint à l’Information du régime de Vichy, est aussi cité comme cofondateur,,.

### Les frères Sidos
Les frères Sidos sont :
- Jacques Sidos (condamné en 1946 pour faits de collaboration) ;
- Pierre Sidos (condamné en 1946 pour « appartenance au mouvement franciste »)[5], secrétaire général et bientôt numéro un de l'organisation nationaliste ;
- François Sidos, président du mouvement, ancien combattant volontaire des Forces navales françaises libres pendant la Seconde Guerre mondiale, titulaire de la croix de guerre 39-45, il a notamment participé aux débarquements d'Italie et de Provence[6] ;

Ils sont les fils de François Sidos, un ancien des Jeunesses patriotes, pétainiste de la première heure puis inspecteur général des Forces du maintien de l'ordre sous Darnand, milicien et fusillé après jugement en janvier 1946 par la résistance française à ce titre en mars 1946 à La Rochelle.

## Histoire
Alors que Tixier-Vignancour quitte Jeune Nation pour fonder le Rassemblement national français, le groupuscule s'élargit en 1954 avec l'arrivée dans ses rangs de militaires de retour d'Indochine redoutant la désagrégation complète de l’empire colonial après la défaite face au Việt Minh. Dominique Venner rejoint le mouvement en 1955 et intègre bientôt sa direction. Jeune Nation appuie l'action de l'armée en Algérie et l'Algérie française durant la guerre d'Algérie.
Le mouvement rejette la démocratie, y compris le suffrage universel, et veut une société « sans partis », parce que ceux-ci « perpétuent la mésentente entre les classes ». Le communisme doit être « exterminé », les « métèques » « totalement exclus » de la société française. L'organisation entend aussi s'adresser aux ouvriers en proposant « l'élimination totale du capitalisme et de la haute finance juive ». En matière d'organisation de la société, Jeune nation défend la « femme au foyer » et la « lutte à outrance contre les tares sociales de la démocratie : alcoolisme, proxénétisme, racket, mendicité ». Enfin, il se propose de défendre « la conservation de la vie, l'amélioration de la race et l’ascension de l'esprit ».
Le 10 octobre 1954, le chauffeur d'une camionnette transportant vingt mille exemplaires du journal communiste L'Humanité Dimanche, est agressé à Paris et les journaux sont jetés sur la chaussée. Quatre membres de Jeune Nation, mouvement anticommuniste, sont arrêtés quelques jours plus tard, dont Jacques Sidos,,. François Sidos, président du mouvement, adresse une lettre au quotidien Le Monde au nom du « Conductoire du Mouvement Jeune Nation », désapprouvant « formellement les violences individuelles commises ces derniers temps » mais affirmant que ces « réactions incontrôlées » s'expliquent « par la satisfaction de la presse communiste devant la perte de l'Indochine, le massacre du corps expéditionnaire et des prisonniers ; le terrorisme en Afrique du Nord et l'actuelle affaire de trahison au profit des Soviets ». Jacques Sidos est condamné en mars 1958 pour cette affaire à trois ans de prison avec sursis,,.
De jeunes membres de l'organisation participent aux luttes contre les militants de gauche et/ou anticolonialistes à Paris, aux côtés d'autres militants d'extrême droite, parfois à coups de poing,,. Le 7 novembre 1956, menés par Jacques Sidos, ils participent à l'attaque du siège de l'Humanité, en réaction à l’intervention soviétique en Hongrie,,,, aux côtés de jeunes gaullistes. En 1957, ils prennent part à une manifestation sur les Champs-Élysées en hommage au capitaine Mourreau, assassiné par des indépendantistes marocains, à l'appel du colonel Pierre-Louis Bourgoin ; la manifestation qui devait être silencieuse et digne donne lieu à quelques affrontements violents.
Jeune Nation manifeste aussi contre les Américains ; le mouvement appelle ainsi à manifester le 27 novembre 1957 devant l'ambassade des États-Unis, pour protester contre les ventes d'armes à la Tunisie, ce qui donne lieu à des violences et à des arrestations,,,.
La guerre d'Algérie et la médiatisation de ces échauffourées accélèrent l'adhésion de nouveaux membres, tels Alain Mayoud, futur député, François d'Orcival, Jean-Jacques Susini, Jean-Charles Marchiani, futur préfet, Robert Martel, en Algérie, et la constitution de sections en province.
Jeune Nation est dissous le 15 mai 1958 par un décret du gouvernement Pflimlin, à la suite du coup d'État du 13 mai 1958, précédée d'une série d'attentats et de violences dans les jours qui la précédèrent. Cependant Jeune Nation refuse de se dissoudre et se reforme sous le nom de Parti nationaliste en 1958. Le nouveau parti est dissous au bout d'un an et l'organisation se reforme encore en Fédération des étudiants nationalistes.
Le réseau reste actif et ses membres participent aux activités de l’OAS.

## Journal
Le 5 juillet 1958, paraît le premier numéro du journal Jeune Nation, présenté comme un bimensuel d'information, mais qui se veut l'organe de Jeune Nation dissous,.

## Emblème
Les Sidos choisissent la croix celtique comme symbole du mouvement. Certains analystes proposent que Pierre Sidos se soit inspiré de symboles utilisés par la LVF durant sa période de collaboration avec l'Allemagne nazie.

## Internet
Un site Internet du nom de Jeune Nation est actif depuis 2013, sous l'impulsion d'Yvan Benedetti et Alexandre Gabriac, après la dissolution le 24 juillet 2013 de L'Œuvre française et des Jeunesses nationalistes.
Le site est décrit comme une « publication antisémite » de tendance pétainiste par le quotidien Libération.